# Finále ženské dvouhry ve Wimbledonu 2011
| Wimbledon 2011 – finále Petra Kvitová (8) vs. Maria Šarapovová (5) |                                                |                                                |                                                |                                                |                                                |
|                                                                    | 1.                                             | 2.                                             |                                                |                                                |                                                |
| Petra Kvitová                                                      | 6                                              | 6                                              |                                                |                                                |                                                |
| Maria Šarapovová                                                   | 3                                              | 4                                              |                                                |                                                |                                                |
|                                                                    |                                                |                                                |                                                |                                                |                                                |
| Datum:                                                             | 2. července 2011                               | 2. července 2011                               | 2. července 2011                               | 2. července 2011                               | 2. července 2011                               |
| Turnaj:                                                            | Wimbledon                                      | Wimbledon                                      | Wimbledon                                      | Wimbledon                                      | Wimbledon                                      |
| Místo:                                                             | Londýn                                         | Londýn                                         | Londýn                                         | Londýn                                         | Londýn                                         |
| Žebříček:                                                          | Petra Kvitová: 8. WTA Maria Šarapovová: 6. WTA | Petra Kvitová: 8. WTA Maria Šarapovová: 6. WTA | Petra Kvitová: 8. WTA Maria Šarapovová: 6. WTA | Petra Kvitová: 8. WTA Maria Šarapovová: 6. WTA | Petra Kvitová: 8. WTA Maria Šarapovová: 6. WTA |
| Předešlý poměr vzájemných zápasů: Kvitová vs. Šarapovová 0–1       |                                                |                                                |                                                |                                                |                                                |
| Petra Kvitová (Česko)                                              |                                                |                                                |                                                |                                                |                                                |
| Maria Šarapovová (Ruská federace)                                  |                                                |                                                |                                                |                                                |                                                |

Finále ženské dvouhry ve Wimbledonu 2011 se stalo vyvrcholením soutěže dvouhry žen 125. ročníku turnaje, v níž 2. července 2011 Češka Petra Kvitová porazila za osmdesát pět minut Rusku Marii Šarapovovou po setech 6–3, 6–4 a získala premiérový grandslamový titul.
Pro Šarapovovu se jednalo o páté finále ve dvouhře grandslamu s předchozí bilancí tři výhry a jedna porážka. Kvitová hrála na této turnajové úrovni premiérový finálový zápas. Po Martině Navrátilové a Janě Novotné se výhrou stala třetí tenistkou narozenou na území České republiky, která triumfovala v ženském wimbledonském singlu.
Současně byla také první levorukou vítězkou od roku 1990 a první takovou finalistkou od roku 1994. Obě daná finále tehdy odehrála Martina Navrátilová. V celé historii wimbledonského turnaje se stala teprve čtvrtou levorukou vítězkou a celkově 16. šampiónkou v otevřené éře tenisu.

## Pozadí 125. ročníku
Wimbledon 2011 byl třetí grandslamový tenisový turnaj sezóny, který se konal od pondělí 20. června do neděle 3. července, tradičně na travnatých dvorcích v londýnském All England Lawn Tennis and Croquet Clubu. Hrálo se na trávě typu Perennial Ryegrass sestřižené do výšky 8 mm.
Obhájkyní titulu byla Američanka Serena Williamsová, která od triumfu 2010 téměř celý rok ze zdravotních důvodů nehrála. Přestože před turnajem figurovala na 25. místě, organizátoři ji nasadili jako číslo sedm. Po osmifinálovém vyřazení v nové klasifikaci 4. července opustila první světovou stovku a se ziskem 340 bodů klesla na 175. pozici.

## Hosté
Finále se odehrálo na centrálním dvorci se zatahovací střechou a kapacitou 15 000 diváků, což z něj k roku 2011 činilo čtvrtý největší tenisový dvorec na světě.
V královské lóži byli přítomni významní hosté, vedle wimbledonských vítězů včetně Jana Kodeše, Martiny Navrátilové, Billie Jean Kingové, Jany Novotné, Amélie Mauresmové, Martiny Hingisové či Lindsay Davenportové, také bývalá americká ministryně zahraničních věcí Condoleezza Riceová, herečka Anne Hathawayová společně se svým přítelem hercem Adamem Shulmanem, prezident Českého tenisového svazu Ivo Kaderka. Přítomen byl i šéf a spolumajitel mateřského klubu Kvitové TK Agrofert Prostějov Miroslav Černošek, který je i jejím manažerem, stejně tak rodinní příslušníci – otec Jiří Kvita, matka Pavla Kvitová i oba její bratři Jiří Kvita a Libor Kvita.
Zápasu také přihlížel přítel a snoubenec Marie Šarapovové slovinský basketbalista Saša Vujačič  a český velvyslanec ve Spojeném království Michael Žantovský.

## Aktéři
Obě finalistky shodně zaznamenaly turnajový rekord aktuálního ročníku ve statistice nejvíce proměněných brejkbolů s 33 takto zahranými míči. Před tímto zápasem na sebe narazily pouze v únoru 2010, kdy na tvrdém povrchu v semifinále turnaje v Memphisu pátá nasazená a světová šedesát šestka Kvitová podlehla po setech 4–6, 3–6 turnajové jedničce a šestnácté tenistce světa Šarapovové.

### Maria Šarapovová

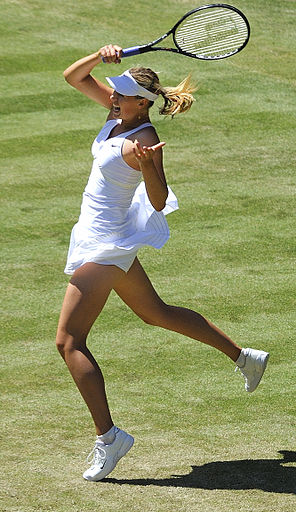
Maria Šarapovová

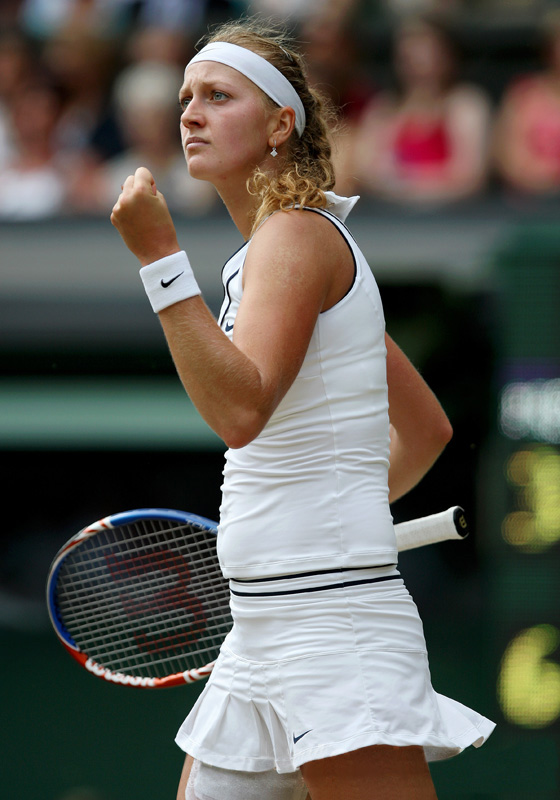
Petra Kvitová

Dvacetičtyřletá Maria Šarapovová (nar. 1987), bývalá světová jednička a wimbledonská vítězka z roku 2004, když tehdy ve finále zdolala Serenu Williamsovou 6–1, 6–4, byla za Zvonarevovou aktuálně druhou nejvýše postavenou ruskou hráčkou na žebříčku WTA ve dvouhře, kde figurovala na 6. místě se ziskem 5 021 bodů. V následném pondělním vydání žebříčku WTA ze 4. července se po finále posunula na 5. příčku se 6 141 body.
V předchozí části sezóny 2011 triumfovala na jednom turnaji v Římě.
Do turnaje nastupovala jako pátá nasazená hráčka. V zápasech před finále neztratila ani jeden set. Nejvíce gamů proti ní uhrála ve druhém kole Britka Laura Robsonová, která ztratila první sadu až v tiebreaku poměrem 4:7, druhou pak v poměru 3–6.

#### Předchozí zápasy
| Kolo        | Soupeřka                | Výsledek  |
| ----------- | ----------------------- | --------- |
| 1. kolo     | Anna Čakvetadzeová      | 6–2, 6–1  |
| 2. kolo     | Laura Robsonová         | 7–64, 6–3 |
| 3. kolo     | Klára Zakopalová        | 6–2, 6–3  |
| 4. kolo     | Pcheng Šuaj (20)        | 6–4, 6–2  |
| Čtvrtfinále | Dominika Cibulková (24) | 6–1, 6–1  |
| Semifinále  | Sabine Lisická (WC)     | 6–4, 6–3  |

### Petra Kvitová
Dvacetijednaletá Petra Kvitová (nar. 1990) v předchozí části sezóny 2011 vyhrála tři turnaje na okruhu WTA v Brisbane, Paříži a Madridu.
Z pozice nejlepší české tenistky na žebříčku WTA pro dvouhru nastupovala do grandslamu z 8. místa se ziskem 4 337 bodů. Organizátoři soutěže posunuli na sedmou pozici obhájkyni titulu Serenu Williamsovou, která ovšem na žebříčku před Wimbledonem figurovala až na 25. místě.
Po turnajovém vítězství si Kvitová připsala 2 000 bodů, ale ve skutečnosti se jednalo o zisk 1 100 bodů, protože obhajovala své wimbledonské maximum – semifinálovou účast z roku 2010, za níž obdržela 900 bodů. V pondělí 4. července v aktualizované klasifikaci žebříčku WTA postoupila na 7. příčku s 5 437 body.
Na cestě do finále ztratila dva sety vždy ve druhém dějství utkání, ve čtvrtfinále s loňskou semifinalistkou Bulharkou Cvetanou Pironkovovou a v semifinále se čtvrtou nasazenou Běloruskou Viktorií Azarenkovou. Rozhodující sady obou těchto zápasů vyhrála poměrem 6–2.
Trenérský tým tvořili kouč David Kotyza a kondiční trenér Jozef Ivanko.

#### Předchozí zápasy
| Kolo        | Soupeřka                 | Výsledek       |
| ----------- | ------------------------ | -------------- |
| 1. kolo     | Alexa Glatchová (Q)      | 6–2, 6–2       |
| 2. kolo     | Anne Keothavongová       | 6–2, 6–1       |
| 3. kolo     | Roberta Vinciová         | 6–3, 6–3       |
| 4. kolo     | Yanina Wickmayerová (19) | 6–0, 6–2       |
| Čtvrtfinále | Cvetana Pironkovová (32) | 6–3, 65–7, 6–2 |
| Semifinále  | Viktoria Azarenková (4)  | 6–1, 3–6, 6–2  |

### Další aktéři
Hlavní rozhodčí utkání byla Britka Alison Langová. Na průběhu zápasu se také podíleli čároví rozhodčí a sběrači míčků. Závěrečný rozhovor na kurtu s oběma aktérkami vedla bývalá anglická tenistka Sue Barkerová, dnes moderátorka sportovního vysílání televize BBC.

## Průběh zápasu

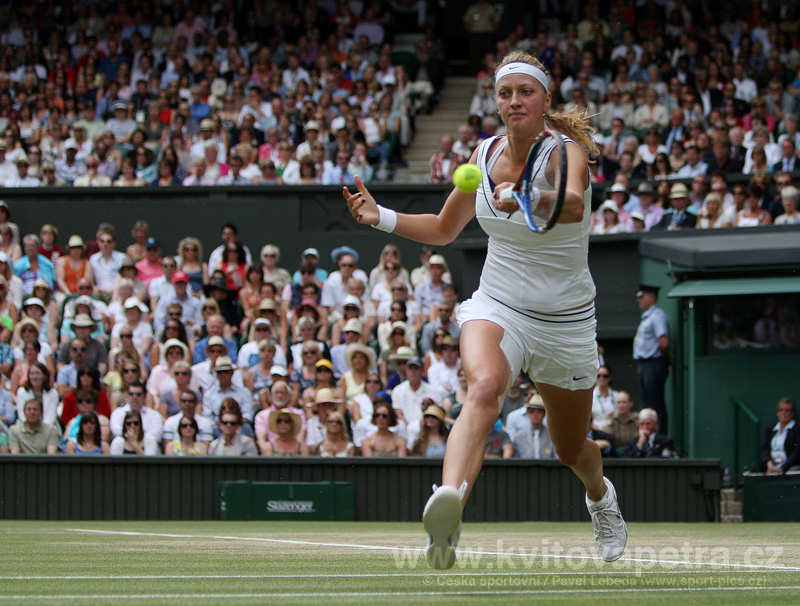
Petra Kvitová ve finále při forhendu

Utkání se uskutečnilo v sobotu 2. července 2011 na centrálním dvorci od 14:00 hodin Britského letního času (13:00 UTC; 15:00 hod SELČ).

### Výsledek
| Set                  | 1.     | 2.     |
| -------------------- | ------ | ------ |
| Petra Kvitová (8)    | 6      | 6      |
| Maria Šarapovová (5) | 3      | 4      |
| Čas                  | 40 min | 45 min |

### 1. set
Los vyhrála Šarapovová a do úvodu utkání zvolila příjem. Kvitová zahájila zápas v 15:10 hodin a při prvním podání Rusce nabídla brejkbol, který soupeřka proměnila. V následné hře také Češka docílila prvních dvou brejkbolů a za stavu 15:40 první z nich využila, čímž dosáhla rebreaku a vyrovnala poměr gamů na 1–1. Za stavu 3–2 servírující pátá nasazená hráčka podruhé ztratila hru, když nezachránila brejkbol za poměru 30:40 a rozdíl dvou her 2–4 do konce setu již nedokázala zvrátit.
První sada tak skončila za čtyřicet minut výsledkem 6–3 pro Kvitovou.

### 2. set
V úvodu druhé sady ztratila Šarapovová opět podání a poté co Češka vyhrála ze shody servis, dostala se do vedení 2–0 na gamy. Následně i osmá nasazená tenistka neudržela vedení a Ruska po proměněném brejkbolu vyrovnala na 2–2. Druhé dějství pokračovalo dalšími třemi hrami v řadě, v nichž si obě soupeřky vzaly podání. V poslední z nich za stavu 3–4 Šarapovová popáté v zápase neudržela servis a Kvitová po druhém proměněném brejkbolu odskočila na rozdíl dvou gamů v poměru 5–3. Wimbledonská šampiónka z roku 2004 již nedokázala reagovat a Češka set zakončila esem (poslední čistá hra), které znamenalo nejen poslední míček celého turnaje žen, ale i zisk prvního grandslamového titulu.
Druhý set tak Kvitová vyhrála 6–4 za čtyřicet pět minut a celý zápas za hodinu a dvacet pět minut 6–3, 6–4.

### Závěrečný ceremoniál

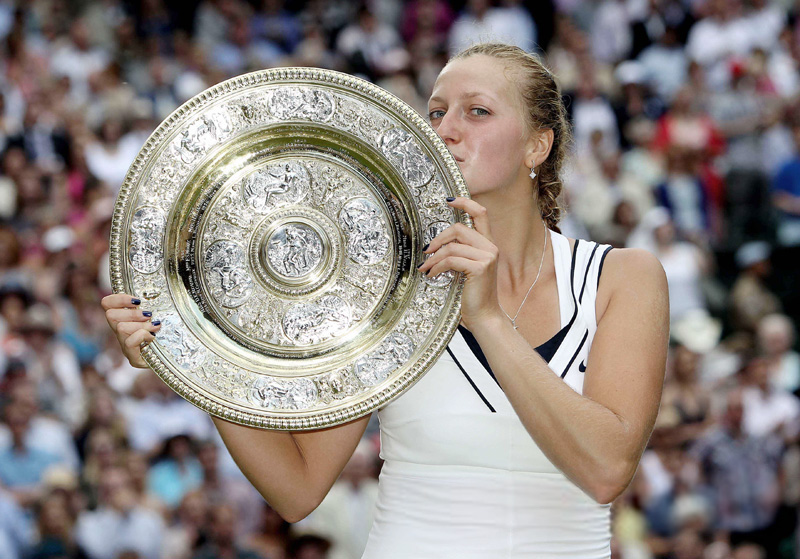
Petra Kvitová právě obdržela mísu Venus Rosewater pro wimbledonskou vítězku

Po skončení zápasu přišel na centrální dvorec prezident All England Clubu princ Edward, vévoda z Kentu, aby finalistkám předal ceny. Nejdříve byla oceněna poražená hráčka Šarapovová stříbrným tácem a do rukou Kvitové pak vévoda vložil stříbrnou mísu Venus Rosewater s vyobrazenými mytologickými výjevy, určenou pro vítězku dvouhry ve Wimbledonu. Následovaly rozhovory s oběma aktérkami a tradiční kolo s trofejemi po dvorci.
Kvitová na otázku, jestli toto utkání považuje za nejlepší ve svém životě odpověděla: „Myslím, že ano.“ Dále sdělila: „Je to neuvěřitelné tady stát a vidět takové hvězdy jako Jana Novotná nebo Martina Navrátilová. Soustředila jsem se na každý míček a to bylo důležité.“
Za titul získala Petra Kvitová prémii 1 100 000 liber (30,2 miliónů korun) a zároveň se posunula do čela finančního žebříčku tenistek v sezóně 2011 s výdělkem 3 189 334 dolarů (více než 53 miliónů korun), finalistka Maria Šarapovová si za turnaj připsala 550 000 liber a celkově jí ve finančním žebříčku žen roku 2011 patřilo páté místo se získanými 2 286 125 dolary.

## Statistiky utkání

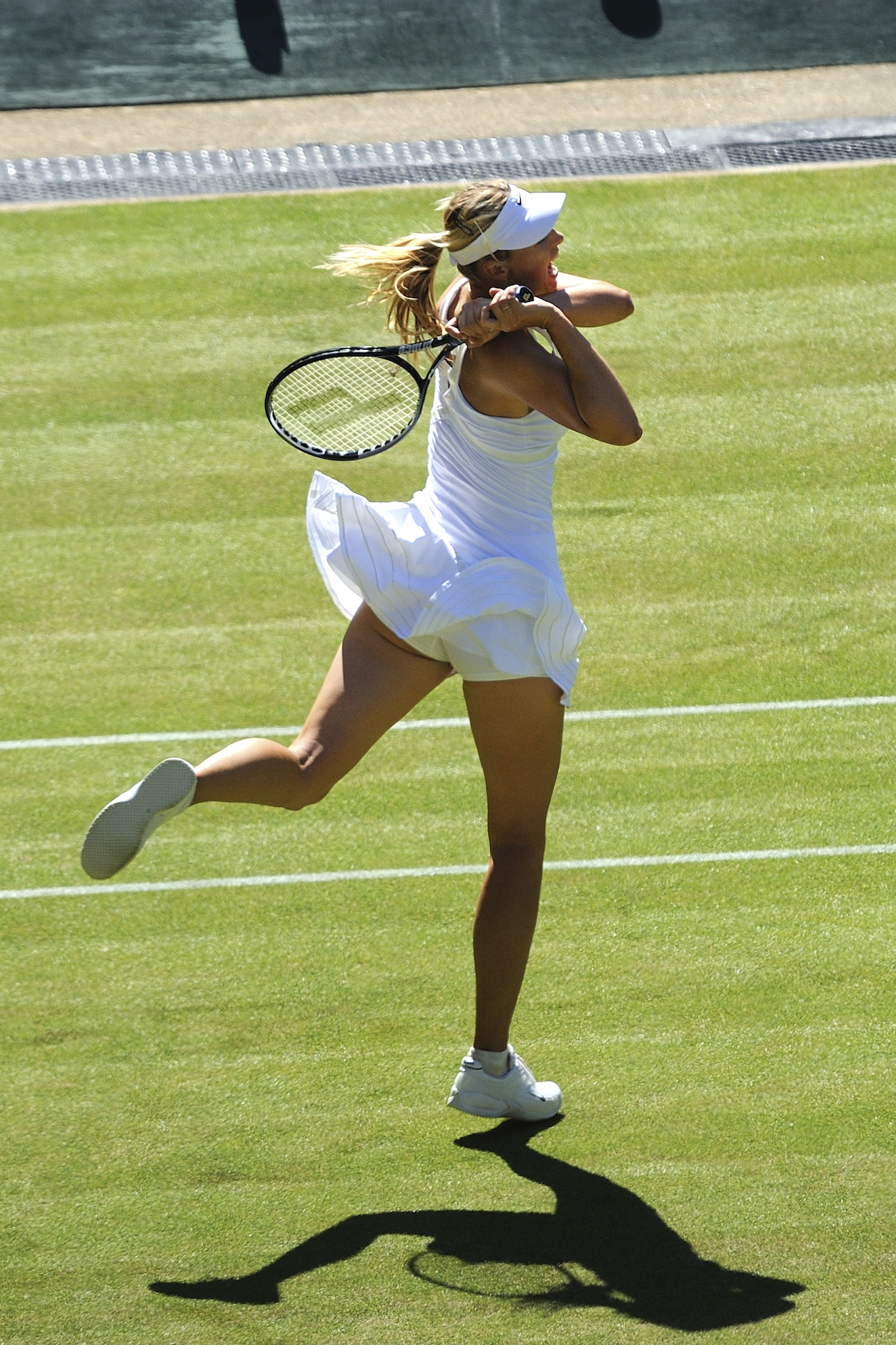
Maria Šarapovová

Z oficiální stránky Wimbledonu.
| Kvitová | Statistiky                   | Šarapovová    |
| --- | ---------------------------- | ------------- |
| 43 z 65 = 66%                                                                                                | % úspěšnosti 1. podání       | 48 ze 3 = 76% |
| 4 | Dvojchyby                    | 6             |
| 13 | Nevynucené chyby             | 12            |
| 31 z 43 = 72%                                                                                                | % vítězných míčů u 1. podání | 28 z 58 = 58% |
| 8 z 22 = 36%                                                                                                 | % vítězných míčů u 2. podání | 4 z 15 = 27%  |
| 19 | Vítězné míče                 | 10            |
| 31 z 63 = 49%                                                                                                | vítězných míčů na příjmu     | 26 z 65 = 40% |
| 5 z 9 = 56%                                                                                                  | Proměnění brejkbolů          | 3 z 5 = 60%   |
| 5 z 9 = 56%                                                                                                  | % úspěšnosti náběhů na síť   | 3 ze 3 = 100% |
| 90 | Celkově získané míče         | 78            |
| 12 | Vyhrané hry                  | 7             |
| 1 | Esa                          | 3             |
| 182 km/h | Nejrychlejší podání          | 182 km/h      |
| 159 km/h | Průměrná rychlost 1. podání  | 161 km/h      |
| 148 km/h | Průměrná rychlost 2. podání  | 148 km/h      |
| Celkový počet míčů na straně tenisty zahrnuje i dvojchyby protihráče. Nevynucené chyby zahrnují i dvojchyby. |                              |               |

## Mediální pokrytí
Finálový zápas v Česku vysílaly živě televizní stanice TV Nova a Nova Sport.

## Odezva
V reakci na finále vyjádřili blahopřání vítězce a finalistce osobnosti společenského a sportovního života.

### Odezva politiků
V pátek 8. července Kvitová obdržela z rozhodnutí městského zastupitelstva čestné občanství Fulneku, města ve kterém vyrostla a k roku 2011 žila. Stala se tak po Janu Amosu Komenském druhou osobou s tímto čestným titulem.
Prezident České republiky Václav Klaus pozval vítězku ve čtvrtek 7. července na osobní návštěvu na Pražský hrad a ve veřejné gratulaci uvedl:
| „              | Milá Petro, blahopřeji Vám k senzačnímu a úžasnému výkonu ve finálovém utkání letošního Wimbledonu. Celý zápas jsem s napětím sledoval a ze srdce Vám fandil… | “ |
| — Václav Klaus | |   |

Předseda vlády České republiky Petr Nečas napsal:
| „            | Petra Kvitová celý turnaj předváděla nádhernou hru, úsilí, vůli a vytrvalost. Díky jejímu výkonu se může Česká republika po třinácti letech opět pyšnit vítězem dvouhry nejslavnějšího tenisového turnaje světa. | “ |
| — Petr Nečas | |   |

### Odezva sportovců
Bezprostřední gratulace zaslali například olympijští vítězové Jaromír Jágr a Roman Šebrle.
Devítinásobná wimbledonská vítězka ve dvouhře Martina Navrátilová uvedla:
| „                     | Petra Kvitová nevyhrála Wimbledon naposledy … Je to šampionka, zasloužila si to. … Hrála odvážný tenis … mnohem líp než Šarapovová. … Měla větší razanci v základních úderech. Její servis byl účinnější. Měla pestřejší hru. | “ |
| — Martina Navrátilová | |   |

Další přítomná wimbledonská šampiónka Amélie Mauresmová dodala:
| „                   | Byla o třídu lepší než Maria prakticky ve všech ohledech. Už si nějakou dobu říkáme, že přichází nová generace, a Petra je jasně tváří této nové generace. Před rokem to nevypadalo, že se dostane na takovou úroveň … udělala velmi rychlý pokrok. | “ |
| — Amélie Mauresmová | |   |

Prezident tenisového svazu Ivo Kaderka, který sledoval finále z tribuny, po vítězství Češky prohlásil:
| „             | Byl jsem velmi pyšný, když jsem seděl v prezidentské lóži s šéfy tenisových svazů ostatních zemí a všichni mi gratulovali. Všichni jí totiž fandili, protože pro ně představuje Petra Kvitová nástup nové generační vlny. Je jí teprve jednadvacet a českému i světovému tenisu vyšla nová hvězda na dlouhá léta. | “ |
| — Ivo Kaderka | |   |

### Odezva ruského tisku
Ruský tisk označil Kvitovou za „železnou lady“. Kommersant ocenil její hru a dodal, že „hrála jako svého druhu zrcadlo či odraz Šarapovové. … Až se chvílemi zdálo, že se do ní převtělil Nadal ve svém nejsilnějším vydání, ve kterém dožene i zdánlivě ztracené míče.“
Sovětský sport komentář uzavřel úvahou: „Lidé budou určitě chodit na Mášu i v pětašedesáti, stejně jako nyní chodí na koncerty Lizy Minnelliové – a budou si tehdy pamatovat, kdo bývala Kvitová?“

## Časový přehled následných společenských událostí

### Červenec
- 2. července

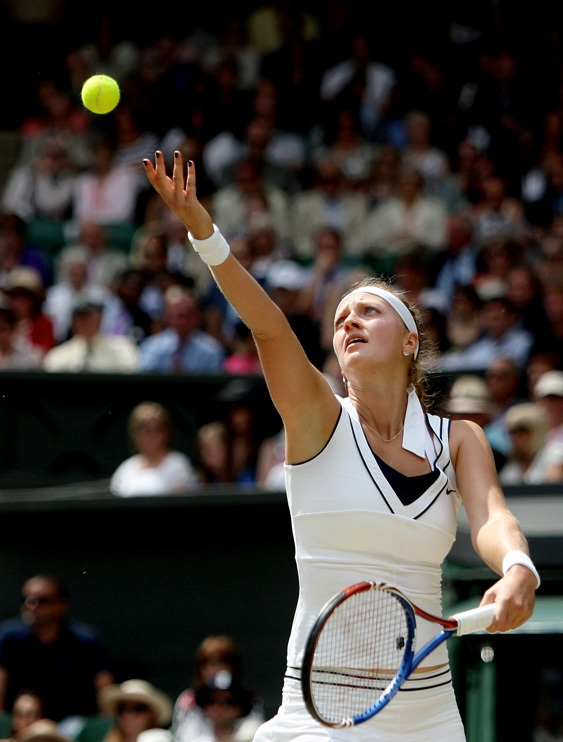
Petra Kvitová podává ve finále

  - bezprostředně po finále Petra Kvitová poskytla dva rozhovory v angličtině, z toho jeden na centrálním kurtu v přímém přenosu, rozhovor moderovala bývalá britská tenistka Sue Barkerová -, přenos v Česku vysílaly televizní stanice TV Nova a Nova Sport, následovala pozápasová standardní tisková konference
  - soukromá oslava s trenéry a kamarády v pronajatém domě[27]
- 3. července
  - další televizní rozhovory pro americkou zpravodajskou stanici CNN a britskou BBC
  - společné fotografování s vítězem mužské dvouhry Novakem Djokovičem
  - společná slavností večeře všech šampionů. Petra Kvitová se jí zúčastnila s vítězkou čtyřhry Květou Peschkeovou. U stolu seděla s trenéry Davidem Kotyzou a Jozefem Ivankem a také s vítězem mužské dvouhry Novakem Djokovičem a jeho doprovodem.
- 4. července
  - návrat letecky do vlasti, přílet do Brna a přesun do Prostějova
  - tisková konference v prostějovském Národním tenisovém centru Morava (vysílána na ČT4 v přímém přenosu). Petra Kvitová obdržela, mimo jiné, také doživotní čestné členství ve svém domovském tenisovém klubu TK Agrofert Prostějov, své gratulace zde pronesli starosta města Prostějov, hejtman Olomoucké kraje Martin Tesařík, předseda Českého tenisového svazu Ivo Kaderka a Petřin manažer a šéf TK Agrofert Prostějov Miroslav Černošek.[28]
  - vystoupení v televizním pořadu „Na slovíčko“ šéfredaktora sportovní redakce České televize Otakara Černého - vysíláno večer v 18.30 na ČT 4 ze záznamu
  - Ostravský písničkář Michal Kavalčík alias „Ruda z Ostravy“ složil na její počest oslavnou písničku „Každý ti to Petro závidí“ (hudba Michal David)[29]

- 7. července

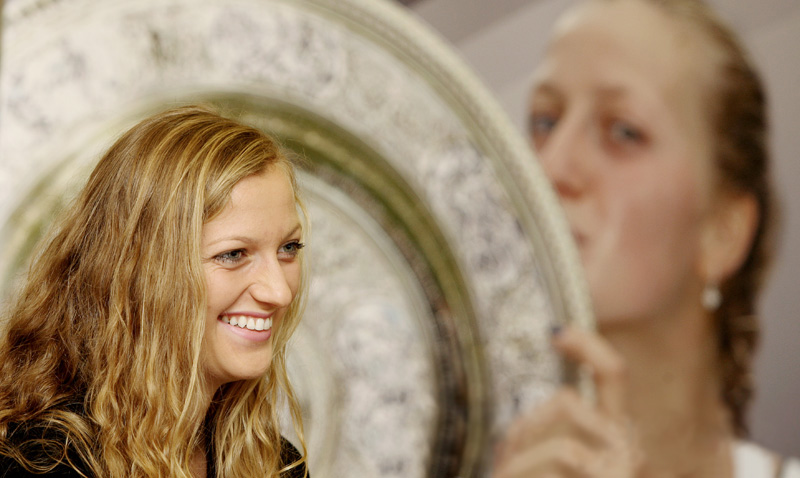
Smějící se Petra Kvitová na následné společenské akci před svým plakátem, na kterém líbá mísu Venus Rosewater

  - zhruba půlhodinová návštěva společně s manažerem Miroslavem Černoškem u prezidenta České republiky Václava Klause na Pražském hradě. Kvitová zde prezidentu darovala svoji jednu nepoužitou wimbledonskou tenisovou raketu a velkou wimbledonskou fotografii s věnováním. Od něj naopak jako dárek obdržela květiny a brož – krátkou zprávu o této návštěvě vysílaly všechny české televize.[27]
  - přesun letecky do Karlových Varů, krátká návštěva Mezinárodního filmového festivalu Karlovy Vary, krátká procházka po kolonádě a oběd s prezidentem festivalu Jiřím Bartoškou, zprávu o této návštěvě vysílaly všechny české televize
  - přesun letecky zpět do Prahy, od 20.00 do 21.00 vystoupení v televizním pořadu „Hyde park“ na ČT24, kde odpovídala na dotazy televizních diváků[30]
- 8. července
  - přivítání doma v rodném Fulneku na náměstí, kde se sešlo asi 1 500 lidí. Kvitové bylo uděleno čestné občanství města a jako dárek obdržela kromě květin také náušnice a dort – menší část slavnosti přenášela přímým přenosem Česká televize na ČT4. Záběry z fulnecké slavnosti se objevily v televizním zpravodajství všech českých televizí. Po slavnosti na náměstí se konala tisková konference v prostorách fulnecké radnice.[31]
  - na internetu se objevilo rodinné video ze dne 11. března 1994 natočené tatínkem Jiřím Kvitou, kde byly zachyceny první tenisové krůčky Petry Kvitové v jejím věku 4 let
- 13. července
  - rozhlasový rozhovor pro ČRo 1 – Radiožurnál, rozhovor vedla Lucie Výborná[32]
  - Na soustředění na Štrbském plese obdržela od majitele FIS hotelu příslib výstavby nového tenisového kurtu Petry Kvitové.
  - Novinářům na tiskové konferenci názorně předvedla jak rychle si umí uplést svůj zápasový cop (trenér David Kotyza naměřil 26 sekund).[33]
- 25. července
  - Kvitová obdržela svoji hvězdu na slovenském chodníku slávy v zábavním akvaparku Tatralandia[34]

### Srpen
- 1. srpna
  - Společně s Karlem Nováčkem se v Národním tenisovém centru Morava v Prostějově zúčastnila slavnostního zahájení Světového šampionátu tenisových nadějí.[35]
- 10. srpna
  - Na tenisový okruh se vrátila na Canada Masters, kde svůj úvodní zápas proti Španělce Anabel Medinaové Garriguesové vyhrála 7–6, 6–3[36], ve třetím kole pak podlehla Andree Petkovicové z Německa hladce 1–6, 2–6.